# Miguel White
Pour les articles homonymes, voir White.
Miguel S. White (né le 9 octobre 1902 et décédé le 30 août 1942) est un athlète philippin spécialiste du 110 m haies et du 400 m haies. Il mesure 1,80 m pour 68 kg.

## Biographie

### Palmarès
| Date | Compétition           | Lieu   | Résultat | Performance |
| ---- | --------------------- | ------ | -------- | ----------- |
| 1936 | Jeux olympiques d'été | Berlin | 3e       | 52 s 8      |

### Records
| Épreuve          | Performance | Lieu   | Date        |
| ---------------- | ----------- | ------ | ----------- |
| 400 mètres haies | 52 s 8      | Berlin | 4 août 1936 |